# Carl Bergmann
Karl Christian Bergmann (18 de mayo de 1814–30 de abril de 1865) era un anatomista, fisiólogo y biólogo alemán que desarrolló la Regla de Bergmann. 

## Biografía
Obtuvo su Doctorado médico en la Universidad de Göttingen en 1838. Médico y profesor de anatomía y fisiología en Rostock. Entre 1839 y 1862 publicó una serie de trabajos de anatomía comparada en Johannes Peter Müller (1801-1858) el für de Archiv Anatomie, Physiologie und wissenschaftliche Medicin.
Bergmann era un docente privado en Göttingen, un profesor considerado extraordinario en 1843. El 2 de octubre de 1852 fue nombrado Profesor Ordinarius y miembro de la comisión de Medicina en Rostock. Fue designado Obermedicinalrath en 1861. Murió en Ginebra el 30 de abril de 1865, al regresar de Mentone, donde había pasado el invierno debido a su débil salud.